# TurtleBot

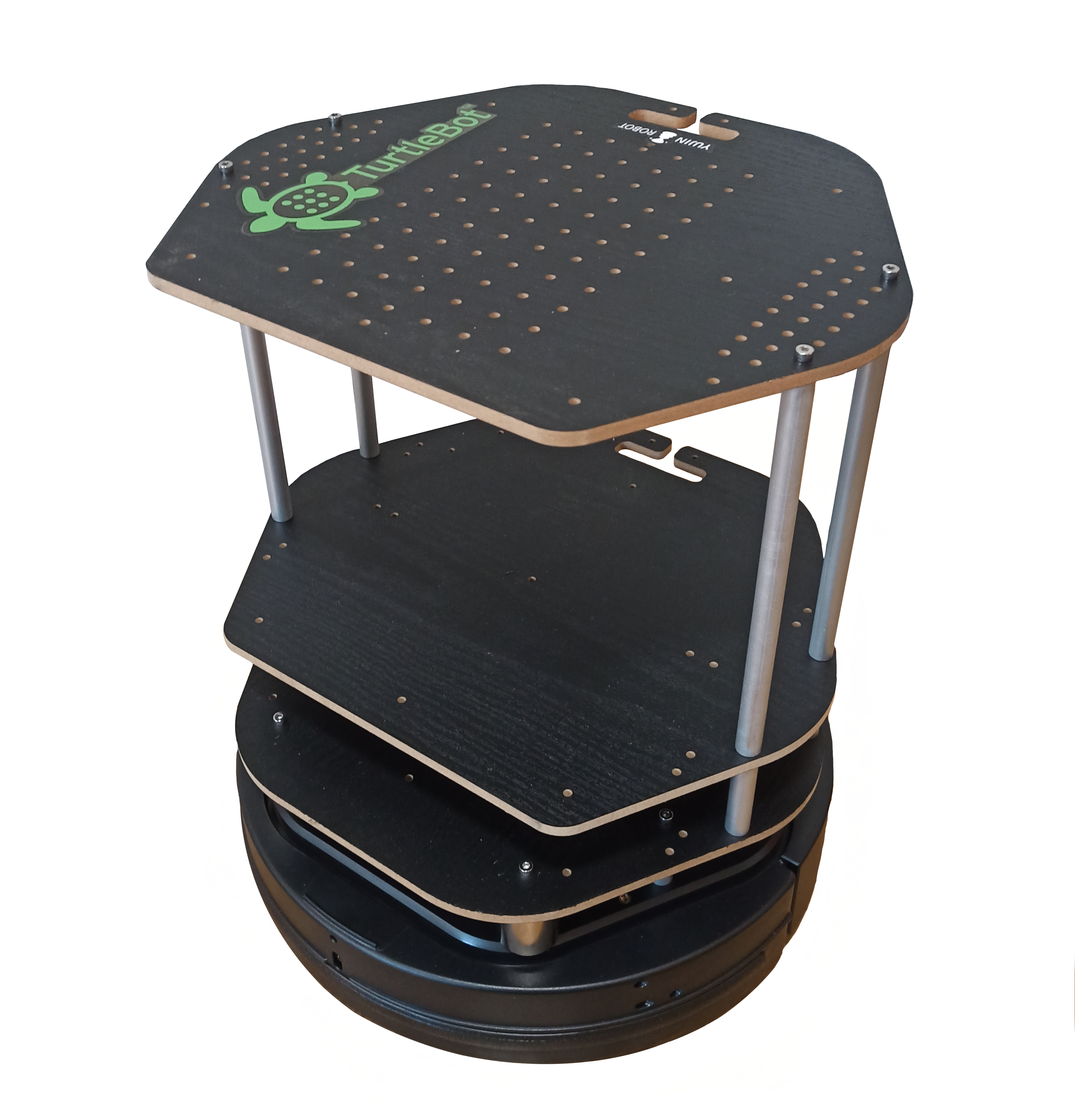
Un TurtleBot 2, produït per Yujin Robot. A sota hi ha la plataforma mòbil, basada en un robot aspiradora, i a sobre hi ha les lleixes per posar-hi sensors, ordinadors o actuadors.

Els TurtleBot són una sèrie de robots mòbils personals de baix cost dissenyats per funcionar amb el programari de codi obert Robot Operating System.
El primer TurtleBot va aparèixer l'any 2011 i consistia en una plataforma mòbil, basada en un robot aspiradora, i unes lleixes per posar-hi un ordinador portàtil i una càmera RGB-D Kinect. La base mòbil era fabricada per iRobot, els creadors de la Roomba, i les adaptacions les van desenvolupar Melonee Wise i Tully Foote al viver d'empreses tecnològiques Willow Garage. Un any més tard es va introduir el TurtleBot 2, molt semblant al model original però amb una base lleugerament millor fabricada per Yujin Robot. L'any 2017 es va presentar el TurtleBot 3, que estava més orientat a finalitats educatives i tenia unes dimensions més reduïdes un ordinador de placa única. L'últim model, el TurtleBot 4, es va comercialitzar el 2022 i tornava a fer servir un disseny semblant al model original però incorporant ROS 2 per defecte.
Els TurtleBot s'han convertit en una popular plataforma per fer prototips i aprendre sobre robòtica de forma assequible, amb un cost que s'ha mantingut constant en tots els models d'entre 500 i 2.000 dòlars.

## TurtleBot
El TurtleBot original va ser un projecte per fer més assequible treballar amb robots introduït per Willow Garage, els desenvolupadors originals del Robot Operating System. Willow Garage, un viver d'empreses tecnològiques de Silicon Valley, havia produït dos robots: el PR1 i el PR2, aquest darrer amb un cost de 400.000 dòlars. Aquest preu, fora dels límits de la majoria de consumidors, i la voluntat d'arribar a un públic més ampli va impulsar als enginyers Melonee Wise i Tully Foote a crear una plataforma robòtica amb components assequibles.

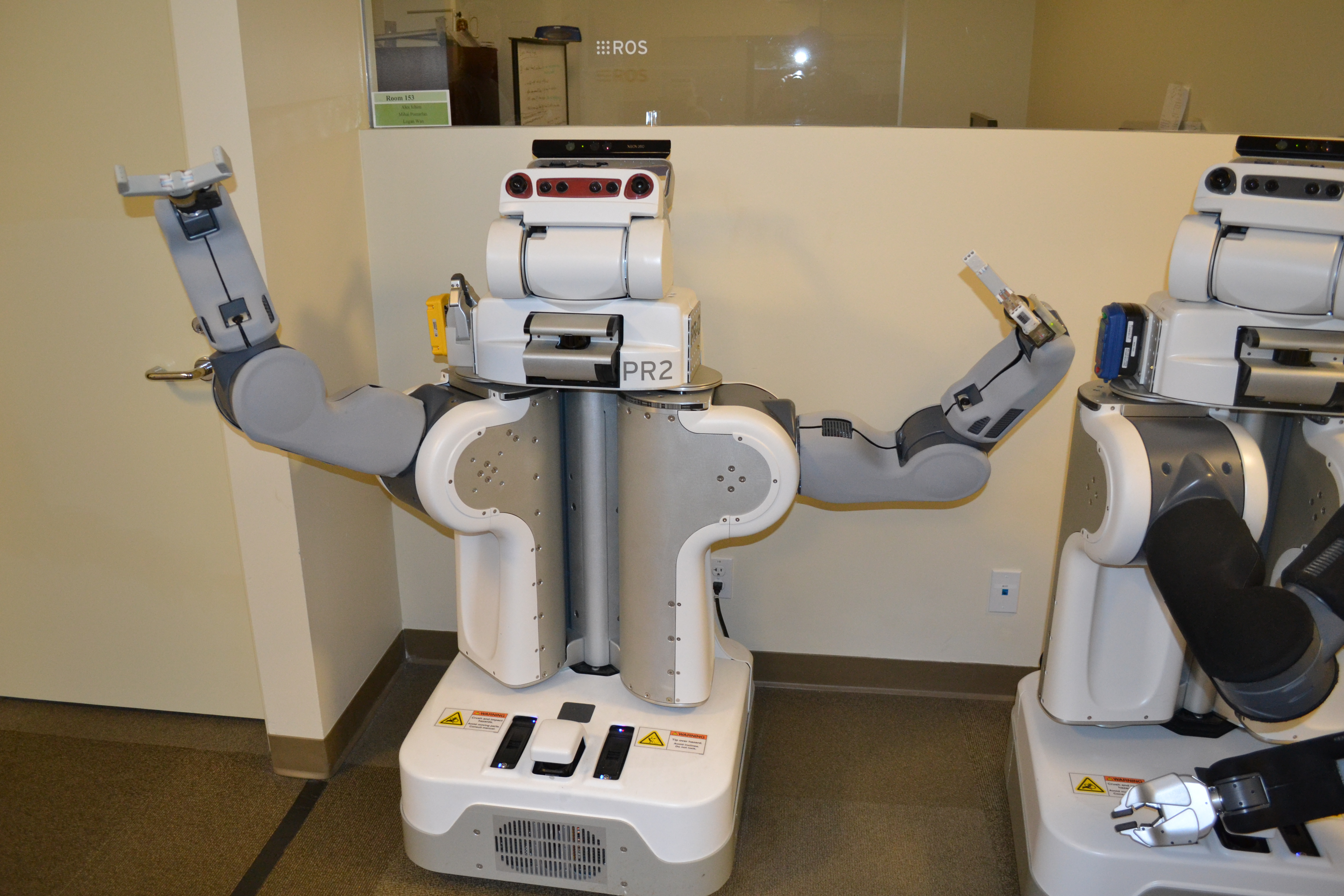
El robot humanoide PR2 tenia un preu massa elevat per arribar a un públic ampli; aquest fet va impulsar el desenvolupament del TurtleBot.

El TurtleBot estava compost per una base mòbil fabricada per iRobot, anomenada Create. Aquesta plataforma estava alimentada per una bateria Ni-MH de 3000 mAh i també disposava d'un giroscopi per orientar-se. A sobre d'aquesta base s'hi muntaven lleixes a diferents alçades, amb cargols separadors, per posar-hi els altres components. Els altres elements bàsics eren una càmera RGB-D Kinect, desenvolupada per Microsoft per a la Xbox 360, i un ordinador portàtil. Tot el conjunt es va vendre per 1.200$ però també es podien comprar per separat el portàtil, la base mòbil i la resta de components per 700$, 200$ i 500$ respectivament.
Per fer servir el TurtleBot es va desenvolupar una col·lecció de programes de codi obert, alguns més bàsics i d'altres més avançats. Aquests programes permetien: teleoperar el robot amb un teclat o joystick, visualitzar les dades de la càmera Kinect, crear mapes de les habitacions, navegar autònomament entre d'altres.

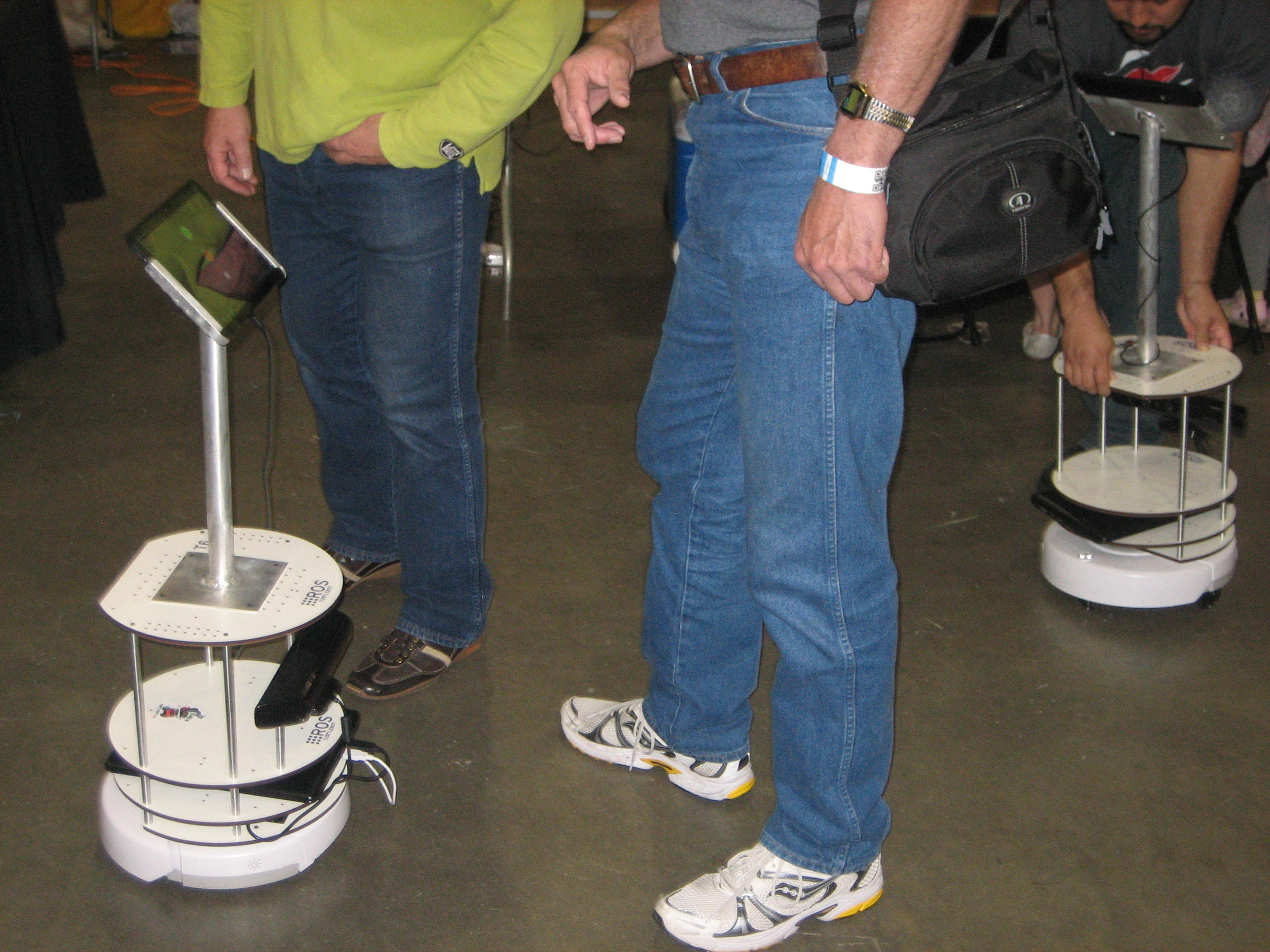
Un parell de TurtleBots de l'any 2011 a la San Mateo Maker Faire.

## TurtleBot 2
El TurtleBot original va tenir molt d'èxit entre investigadors i aficionats a la robòtica, i un any després es va desenvolupar el TurtleBot 2. El principal motiu per dissenyar un nou model era que la base mòbil Create de iRobot no es podia exportar a fora dels Estats Units d'Amèrica perquè l'electrònica no estava certificada, no podia recarregar-se fent servir endolls de 220 volts. A més a més, la plataforma Create ja s'estava quedant antiquada, amb un disseny de deu anys d'antiguitat.

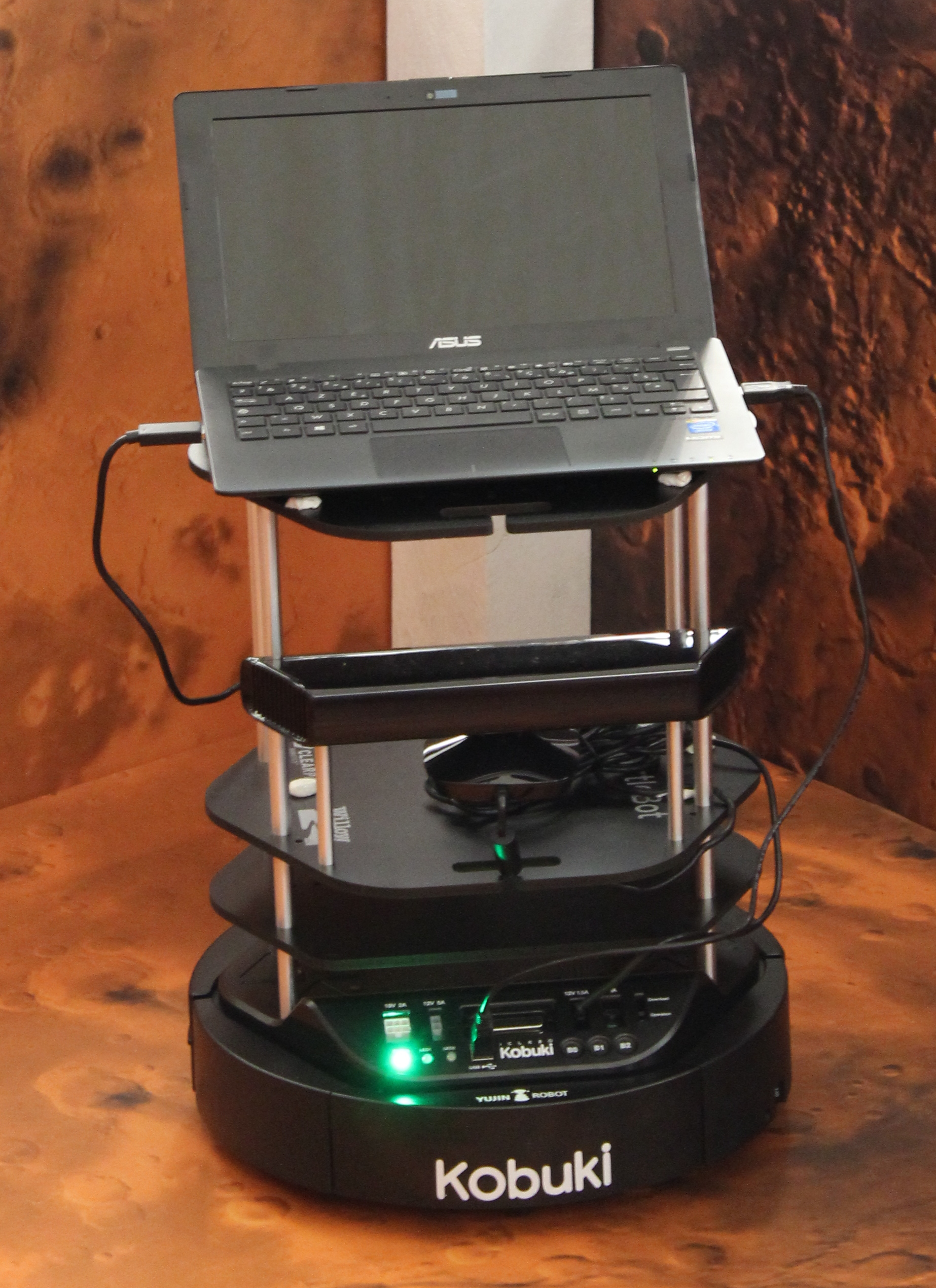
Un TurtleBot 2 a la conferència de robòtica Innorobo 2015

La companyia Yujin Robot, de Corea del Sud, va posar-se en contacte amb Willow Garage, Clearpath Robotics i I Heart Engineering per desenvolupar la base del TurtleBot 2, denominada Kobuki, amb l'electrònica certificada i afegint algunes millores. Es van incorporar codificadors rotatius a les rodes, un giroscopi d'un eix integrat, un sistema de bateries amb més capacitat, uns motors més ràpids, connectors de més fàcil accés, sensors de contacte, sensors de caiguda i diversos elements programables com LEDs i botons. També es van fabricar molls d'autocàrrega que permetien mantenir el Turtlebot 2 sempre carregat sense supervisió. Tot i aquests canvis el cost de llançament del TurtleBot 2 es va mantenir en uns 1.500$, aproximadament.

## TurtleBot 3
Durant els anys posteriors a la introducció del TurtleBot 2 l'electrònica emprada en els robots va continuar baixant de preu. Aprofitant el descens de costs en ordinadors de placa única, la companyia sud-coreana Robotis i l'Open Source Robotics Foundation (OSRF) van decidir desenvolupar un nou model de TurtleBot. Aquest nova iteració seria més petita i assequible que les anteriors, tot i que requeriria muntatge i seria una mica més limitada com a base per a prototips. L'objectiu era fer un robot amb el maquinari i el programari obert, modular i personalitzable per finalitats principalment educatives.

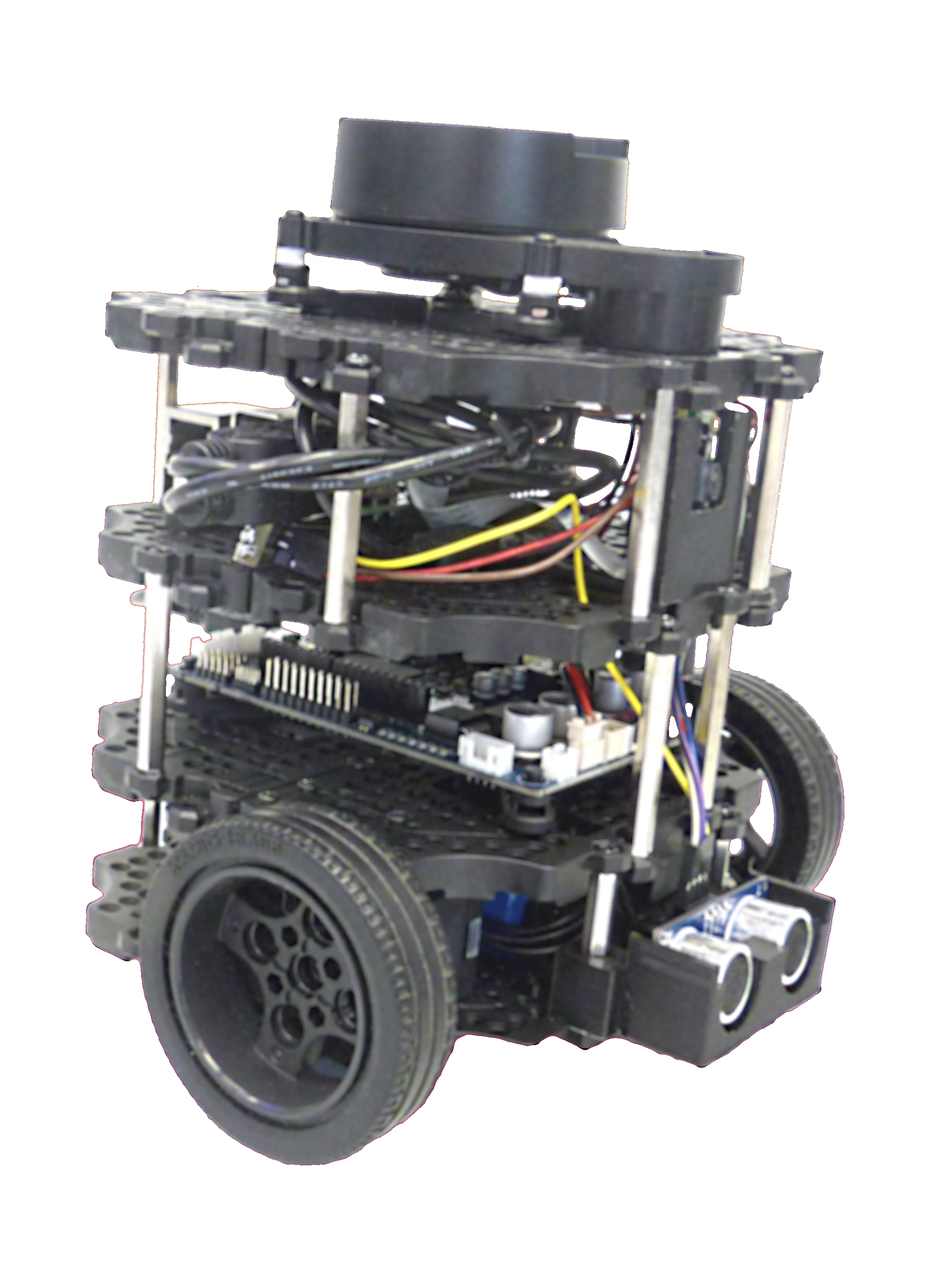
Un TurtleBot 3 model Burger. A dalt de tot es pot veure el lidar planar, al nivell de sota hi ha el Raspberry Pi 3, a sota l'OpenCR i al nivell inferior els motors i bateria.

El resultat del desenvolupament van ser dos models de TurtleBot 3, anomenats Burger i Waffle, que es van comercialitzar a partir del 2017. Ambdós models comparteixen la majoria de components: una estructura modular, un lidar planar, un ordinador de placa única, una placa de control OpenCR, dos servomotors Dynamixel i una bateria d'ió de liti d'11,1 V i 1800 mAh de capacitat. El model Waffle és lleugerament més gran, incorpora una càmera RGB-D Intel RealSense i té un ordinador de placa única Intel Joule, més potent que la Raspberry Pi 3 que fa servir el model Burger. El preu de llançament era de 549$ pel model Burger i 1799$ pel Waffle.
El sistema operatiu del Raspberry Pi 3 o Intel Joule és Ubuntu MATE 16.04, una versió lleugera del sistema operatiu Linux. Aquesta versió s'adapta millor als ordinadors de placa única a causa dels menors requeriments de processament respecte a la versió estàndard. Aleshores, mitjançant ROS Kinetic Kame, es pot controlar el robot amb els paquests de programari específics. A diferència de les versions anteriors, com que el TurtleBot 3 ja porta incorporat l'ordinador a bord, es pot controlar a través de Wi-Fi amb un altre ordiandor mitjançant secure shell.

## TurtleBot 4
L'any 2021, durant la conferència ROS World 2021, la companyia Clearpath Robotics i la fundació Open Robotics van anunciar el TurtleBot 4. El quart model, que es va començar a vendre durant la primavera del 2022, mantenia l'objectiu d'oferir una plataforma de baix cost i extensible per a estudiants i investigadors.
El TurtleBot 4 fa servir la base mòbil iRobot Create 3. Aquesta plataforma està equipada amb una bateria d'ió de liti de 26 Wh, que permet moure una càrrega màxima de 9 kg i assolir velocitats màximes de 0,46 m/s. A més a més, disposa d'unitat de mesura inercial, codificadors rotatius a les rodes, sensor d'infrarojos i detecció de caigudes. A sobre de la base mòbil s'hi ha integrat un ordinador monoplaca Raspberry Pi 4 amb el sistema operatiu Ubuntu 20.04 i ROS 2 preinstal·lats. A sobre de la plataforma hi ha un lidar 2D, una càmera estereoscòpica i una lleixa per posar-hi altres components. Finalment, el TurtleBot 4 també disposa d'una pantalla LCD per ensenyar informació, com l'adreça IP per connectar-se fàcilment al robot.
El 2022 es van començar a vendre dues versions diferents d'aquest robot: el TurtleBot 4 Lite i el TurtleBot 4 Standard. El model Standard estava equipat amb totes les prestacions mentre que el model Lite era més senzill, equipat amb una càmera estereoscòpica més simple, menys opcions per actuadors addicionals, una bateria més petita i sense lleixa superior. El preu de venda es va situar a 1.095$ pel model Lite i 1.750$ per l'Standard.